# 尾板裕子
尾板 裕子（おいた ゆうこ、1969年8月3日 - ）は、日本の元女子サッカー選手。元サッカー日本女子代表。

## 来歴
神戸FCレディース、日興證券女子サッカー部ドリームレディース、シロキFCセレーナ、宝塚バニーズレディースサッカークラブに在籍。
サッカー日本女子代表では、1986年1月のインドネシア遠征（インド代表との2連戦）で代表に選出され、1月21日のインド代表との試合でデビューした。26日のインド戦にも出場した。その後代表での出場は無かったが、1987年12月の台北遠征で代表に選出され、1試合に出場した。1987年まで通算で3試合に出場した。

## 代表歴
- 1986年1月21日 - A代表初出場 - インド戦

### 試合数
- 国際Aマッチ 3試合（1986-1987）

| 日本代表 | 国際Aマッチ | 国際Aマッチ |
| 年       | 出場        | 得点        |
| -------- | ----------- | ----------- |
| 1986     | 2           | 0           |
| 1987     | 1           | 0           |
| 通算     | 3           | 0           |

### 出場
| # | 開催日         | 開催地     | 会場 | 相手   | 結果 | 監督     | 大会                 |
| - | -------------- | ---------- | ---- | ------ | ---- | -------- | -------------------- |
| 1 | 1986年01月21日 | ジャカルタ |      | インド | ●0-1 | 鈴木良平 | スハルト大統領夫人杯 |
| 2 | 1986年01月26日 | ジャカルタ |      | インド | ○7-0 | 鈴木良平 | スハルト大統領夫人杯 |
| 3 | 1987年12月15日 | 高雄       |      | 香港   | ○5-0 | 鈴木良平 | 中華杯世界大会       |